# Danh sách thành phố Hy Lạp
Dưới đây là danh sách các thành phố Hy Lạp.

## Các thành phố lớn nhất
Bản mẫu:Thành phố lớn nhất của Hy Lạp

## Các đô thị tự quản
Danh sách dưới đây liệt kê các đô thị tự quản với dân số hơn 10.000 người, với dữ liệu thu thập từ cuộc điều tra dân số năm 2001.
Mặc dù một số đô thị tự quản hình thành các thành phố, và thị xã (có nhãn in đậm), phần lớn trong số các khu tự quản này thì không, hoặc là một phần của các quận trung tâm, vùng ngoại ô (in nghiêng), chứa trong các khu vực đô thị rộng lớn hơn và thủ đô Athena và Thessaloniki.